# 哆啦A夢
《多啦A夢》為日本漫画家藤子·F·不二雄筆下的兒童、科幻類型日本漫畫，自1969年12月開始連載，共發行單行本45冊（未收錄作品參見《哆啦A夢+》）、原著大長篇漫畫17本（拼合由藤子創作公司編繪之大長篇共24本）。本作主要敘述一隻來自22世纪的猫型机器人——哆啦A夢，受原本主人野比世修的請託從未來回到現代，幫助他高祖父野比大雄的故事。作品中亦有滲入當時社會問題。1973年，本作首度由日本電視台動畫公司製成動畫播放，半年後因該公司倒閉而終止播出。其後由朝日電視台於1979年起製作並播放至今，并從1980年起每年3月上映1部動畫電影（2005年除外，2020、2021年因2019冠状病毒病疫情亦有延期）。

## 故事概要
主角野比大雄为家中獨子，是住在日本東京都練馬區月見台芒原（虛構地名）的小學生（依照原作所刊載雜誌不同，年級也隨之不同，單行本裡基本上是四年級；日本電視台版與大山版動畫前期也是四年級，而大山版後期和水田版動畫則是設定五年級）。他和來自未來22世紀的機器貓哆啦A夢共同生活。
大雄是身邊圍繞着父母、老師、同學的普通小學生，對於運動和唸書都很不擅長，學業成績極差，平均每五次考試就有一次是零分（第23集，《学校转来一个差生》；第42集，《钻进去吧！蛤蜊箱》），并時常遭到同學欺侮。他的運氣也不好，經常莫名遇到各種“災難”，連猜拳都經常會輸（除了和只會出石頭的哆啦A夢猜拳能贏之外）。
由於大雄的此種特性影響到了未來子孫的生活和表現，為了讓情況有所改善，其玄孫野比世修從未來的22世紀帶了哆啦A夢來幫助大雄改變家族命運，利用哆啦A夢許多未來世界的神奇法寶協助大雄，故事就此展開。

## 登場角色
以下為作品中登場的六位主要角色（下列為現時台灣正式翻譯，關於過往及現時其他中文翻譯請參見中文譯名演變表）。
多啦A夢
本作主角之一。來自未來世界（22世紀）的藍色貓型機器人（原本是黃色），身上的百寶袋裝有許多法寶，為避免大雄的命運走向悲慘而來。因為失去原生的耳朵，常被人以為是藍色的狸貓而引起不滿。害怕老鼠，喜歡吃銅鑼燒。
野比大雄
通稱大雄。本作主角之一，哆啦A夢負責照顧的對象。身為小學四/五年級，課業、體育水平僅有二年級程度，常受師長責罵及同學欺負。喜歡靜香。性格純粹而感性——平時膽小、懶惰成性，受情感驅動時則鼓起勇氣、奮力拼搏；既會因得意忘形地炫耀或惡作劇而自討苦吃，也會因樂於行善而幫助靜香乃至他人。其心地善良、富有同理心、熱愛自然的特質，常成為扭轉態勢的關鍵。擅長射擊（拔槍開火只需0.1秒）、翻花繩和快速入睡（最快0.93秒）。
源靜香
通稱靜香。大雄的同學兼朋友，成年後因認可大雄而與之結為連理（後生下兒子雄助）。讀書用功、性情溫和、愛好和平。獨立自主，不喜歡被女孩的身份束縛。有點潔癖（一般一天要洗三次澡，且经常被大雄有意無意看到），而且拉小提琴的琴聲甚至比胖虎的歌還具有破壞力（最初設定並非如此）。
剛田武
通稱胖虎。性格凶暴、身強力壯，喜歡唱歌和烹飪，水準極差卻不自覺，尤其是歌聲難聽到可作為武器。疼愛妹妹，懼怕媽媽。身為孩子王有著極強的領地意識——平日既喜歡橫行霸道地欺負同學以滿足權力慾，關鍵時刻卻又會在同學受外人欺負時挺身而出（故偶然展現勇敢、正義的一面）。
骨川小夫
通稱小夫。家境富裕、篤信科學，喜愛藝術和洋貨。喜好賣弄炫耀、耍小聰明、非常自戀。经常帮胖虎欺负大雄，但自己也常会被胖虎欺负。出於對父親和表哥的崇拜，涉獵許多偏門知識。理性而現實，危機意識強，對於風險高的事易打退堂鼓。
多啦美
來自未來世界（22世紀）的黃色貓型機器人，是多啦A夢妹妹，與多啦A夢一樣，身上的四次元百寶袋（花紋均為紅色正方格間條）裝有許多法寶。

## 
為了幫助大雄，哆啦A夢經常從他的四次元口袋（百寶袋）裏拿出來自未來世界的。「法寶」一词在香港和台灣等地是通用語，早在香港1973年連載漫画时已經出現，在今天的主題曲歌詞、漫畫、電視動畫及電影也被普遍使用。台灣動畫版和宣傳活動也使用这一称呼，早期電影版亦曾譯為「工具」，台灣水田版動畫則譯「秘密道具」。日語原文為，但「道具」一詞在中文語境中其實專指舞台/戲劇中使用的用具，而非「小玩意」、「小工具」之意。
各種法寶的創意和科幻想像是多啦A夢的特色之一。根据橫山泰行教授統計，截至2004年5月為止，漫畫版多啦A夢中共出现1963個法寶，但若含動畫版出現的法寶，則總數超過2200個。
根據設定，哆啦A梦的道具中有一些是一開始就帶來，而絕大部分是後來從未來的百貨公司購買或寄錯的。雖然其中不乏高價優質品，但大部份都是便宜貨。此外也有租來或試用的道具。除了少量常用道具如時光機，竹蜻蜓，任意門，縮小燈等，大部份道具都只出現在一個故事中。每一百個月（即每八年四個月），哆啦A夢就要對道具進行一次檢修清理。其中不能再用的會被丟棄到四次元垃圾桶裏，或者被埋掉。有的從未來商店買錯的道具會被大雄亂用，造成騷動。另外漫画中提到2113年起法律規定不能用道具的功能來賺錢，否則違法會有罰款。

## 出版歷史與背景

### 學習雜誌

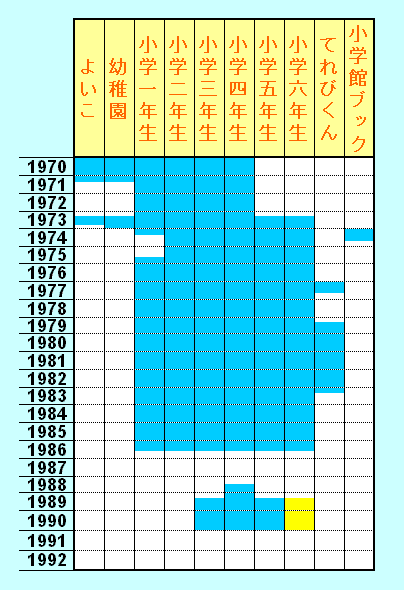
連載時間表。其中不包含只有一話的刊载、連載未滿半年的刊载及大長篇作品；黃色表示與其他雜誌同時連載

《哆啦A夢》為作者藤子·F·不二雄於36歲時继前作《酸梅星王子》（ウメ星デンカ，1968年～1969年）結束之後所接續連載於學年誌的漫畫。当时作者直到交稿期限為止，都還沒有整理出成熟的概念開始作畫。在緊張焦慮與凌亂的狀況之下，藤子創作出了「哆啦A夢」这一角色。据作者称，哆啦A夢造型的靈感是來自女兒的不倒翁和露台的野貓。
作品于1969年12月開始同時在日本小學館發行的多部兒童學習雜誌（《好孩子雜誌》、《幼儿園》（幼稚園）、《小學一年生》、《小學二年生》、《小學三年生》、《小學四年生》）的1970年1月号刊載（日本月刊雜誌刊載時間比實際發行早1個月）。當時作者以「藤子不二雄」組合的名義出版作品，並以自身對科幻（SF）作品的独特描述方式将定義SF為「有點不可思議」（「すこしふしぎ/すこし・不思議」，Sukoshi Fushigi），以短篇漫畫型態開始創作。
到了1973年時，《小學五年生》和《小學六年生》也開始刊載本作品，刊载内容在小學館發行的不同兒童學習雜誌上大多不同。
在1979年《快樂龍》（CoroCoro Comic月刊）漫畫雜誌創刊中，《哆啦A夢》佔了雜誌七成篇幅，根據電影版所繪製的原創漫畫也在此杂志上開始連載。在1980年時，《哆啦A夢》最多曾同時連載於89本雜誌上。
在《哆啦A夢》中，由藤子·F·不二雄親自執筆创作的內容共有1345篇（包含短、中、長篇的合計）。這其中包含了未收入单行本的〈戒壞事的機器人〉，〈空中釣魚組〉與〈倒放相機〉兩篇除了扉頁之外的部份，以及〈空氣放送衛星〉、〈与静香组成甜蜜的家园〉、〈用逆梦药作个好梦〉三篇的後半部分等由助手高谷健二所執筆的內容，以及作者帶有自傳性質、講述《哆啦A夢》構思過程的《哆啦A夢誕生》。

### 單行本及相關書目
從1974年開始，由作者選出的部份短篇故事被集結成45冊的單行本，在1974年至1996年間陸續發行。其中收錄短篇共821篇，到1992年為止發行量已經超過8000萬本。2005年，小學館又發行了一系列單行本，名為《哆啦A夢PLUS》，內容為45冊單行本中未收錄的故事。
根據日本雜誌《出版月報》在2000年末時的估計值，包含非日語的版本以及未獲官方授權的盜版在内，系列漫畫的全世界銷量已超過了1億7000萬本。官方统计数据发布于2003年9月，指全系列漫畫的世界累計發行量達1億本，為小学館的代表作品。
另外小學館從2002年起以「Doraemon: Gadget cat from the future」（哆啦A夢：來自未來的機械貓）的名稱為原作發行日英雙語版本（美國版動畫播出時亦是用這個名字）。
除单行本外，《哆啦A夢》也出現在小學館旗下多套漫畫系列中。
而在日本以外地區，均有出版社獲正式授權出版單行本及其他相關書目之翻譯版本：
台灣繁體中文版（譯名：哆啦A夢）曾由大然文化出版，現由青文出版社出版。
香港繁體中文版（譯名：多啦A夢）由文化傳信、香港青文出版。
中国大陆簡体中文版（譯名：哆啦A梦）曾由人民美术出版社出版，現由吉林美术出版社、二十一世纪出版社等出版。
其他亞洲地區也有翻譯版本正式出版，出版單位包括Asia Pacific Entertainment。

## 設定及特色

### 背景
故事發生的小鎮設定是東京都練馬區月見台芒原（日語：東京都練馬区月見台すすきヶ原），但作品中的場景比較像作者故鄉富山縣的風景樣貌。臺灣1970年「小叮噹」的盜版時代，當時本土化改成台北縣中和市。

### 人物
作者曾表示，主角野比大雄的樣貌是依照自己小時候的樣子來設定的。作者小時候運動神經不發達，而且總是在看漫畫。靜香被認為是作者心目中理想女性典型。至於胖虎與小夫則是以小時候經常欺負自己的朋友為原型。
据作者称，哆啦A夢造型的靈感是來自女兒的不倒翁和露台的野貓。在漫画设定中，哆啦A夢原本是黃色，頭上有两只耳朵，但是因在睡覺時被機器老鼠咬坏了耳朵而哭泣掉漆，从而變成藍色。因為此心理陰影，導致了後來哆啦A夢一直都很怕老鼠。

### 寓意
來自未來的哆啦A夢為了滿足大雄的夢想和願望，经常拿出未來道具幫助大雄，但常常會引發騷動。大雄、胖虎、小夫等人過度依賴未來科學技術的結果，常引起负面效果。這種常见结局被認為是作者想要在作品中傳達「雖然文明進步，但最重要的還是使用的人」之思想。
雖然是以兒童為主要讀者的漫畫作品，但其中也包含了黑色幽默和諷刺元素，還有许多关于大人世界的真實面貌的描写。此外故事中也出現面臨地獄般截稿期限壓力的漫畫家，大雄雙親则會因為物價而煩惱。而總數超過2,000項（含動畫原創）的各種神奇道具為讀者帶來跳出生活之外的夢想。
故事在教育方面也有所表现。每次大雄遭遇困難或不平時都請哆啦A夢取出道具來協助，但還是會時常失敗（甚至比原先更慘）。但大雄时常会在失败后振作奋发，显示出其堅強的一面。另外也有表現哆啦A夢和大雄間友情的方面。
值得注意的是，哆啦A夢漫画中的大長篇作品並不像一般動漫作品的電影版被設定為外傳性質，而是被當作本篇的一部分。大長篇中發生的冒險故事中數次提及原作內的情節，而一些原作發生的事也會在大長篇獲得接續及補充。二者互相影響，甚至部分大長篇作品本身是由短篇漫畫改編延伸而成的。

### 時代

#### 初期
在初期的年代設定中，大雄是1962年（昭和37年，學年誌）/1964年（昭和39年，單行本/大全集）8月7日出生。由哆啦A夢與大雄的玄孫所帶來的未來相本中有大雄1970年到1995年的照片的介紹，其中有張拍攝於1979年大雄於大學考試落榜時的照片（日本一學年學期末是每年的3月，以1964年出生來說，當時大雄應該才十四歲）。然而〈龍宮里的八天〉是描寫1982年（水田版動畫是2014年）時發生的事情，〈彗星的尾巴〉是描寫1985年的內容，但是大雄依然都還只是小學四年級。而在一则设定为2002年的故事中，大雄與靜香結婚後，他的兒子已經與作品中大雄的年紀相仿。同样在連載的初期，在〈像白百合一樣的女孩〉故事中涉及大雄的父親還是學童時曾經在戰爭中疏散的話題。以這篇可以推斷當時約10歲的父親應該是在1930年代所出生的，但是設定卻是1940年出生。
这些初期设定无法反映漫画的后来的故事和最新的2005版本。因此年份设定问题在粉丝之间引起争议。

#### 以作者本身的年代為設定
藤子不二雄的作品與時代的關聯常常会将其他作品為基準設定來描述。例如以《哆啦A夢》故事的年代设定为基准，故事发生在數年之前的有《Q太郎》《神奇小子》等，同期的有《超能力魔美》，而年代设定为數十年後的故事有《21衛門》等。

#### 隨現實世界年代為設定
由於本作在電視播放的時間超過40年，和同樣是描述作者童年生活時代的櫻桃小丸子等動畫一樣，這部作品的背景演變可謂是沒有特定年代（所謂的「浮動時間軸」）。在大山版中，大雄等人的生活時代以20世紀70至80年代為基礎；而水田版則通常将年代背景直接设在該集動畫首播的那一年，例如2012年的電影大雄與奇蹟之島中就明確提到該年是2012年。
自动画开播以来，故事中的生活環境有多處大幅的變動。例如，較近期的作品可以看到小夫帶着行動電話及電子筆記本（水田版〈記憶吐司〉），大雄吵著要筆電（水田版物體變換槍），還有剛田雜貨店（剛田武家所開的雜貨店）開設了網站等例子；此外也有與現實狀況不同的地方，例如故事中的年輕的女孩已經不使用「女性用語」來說話。
在一般情況下，作品中人物的年齡停留於作者設定，不會隨現實世界的年代而一同遞增。例如本作主人翁大雄的设定年齡為10歲，雖然原作所訂出生年份為1964年，但人物設定年齡本身不會改變，除非故事涉及未來或歷史，這時就會將其中相應時間線加以調整（如《吹牛的野比》原著發生於150年前，水田版動畫改成200年前）或新增角色（如《象與叔叔》標題的"叔叔"原指大雄的叔叔野比伸郎，2017年水田版動畫因應時代就變成大雄爸爸的叔叔野比四郎）。

### 出版編排
連續刊載的學年雜誌《小學一年生》～《小學六年生》所採用的《哆啦A梦》漫画风格有着顯著差别。考虑到读者年龄的差异造成的不同阅读需求，例如較低學年的兒童常會難以理解高學年取向的語句，反過來高學年又會感到低學年的內容太簡單乏味，此作品在不同杂志上有着適合於不同層級讀者的故事情節。最大特徵是在低學年內容中採用比較簡易而且較大的畫格，劇情也相對比較簡易；對於學年越來越大的取向則畫格與劇情也會越來越複雜。
对于連續出刊的漫畫來說，同一個作品以不同的故事同時刊載於各學年雜誌上，是比較奇特的刊载方式。作品還考慮到學期終了之後，下一個學年開始時的作品设计也需要跟着提升一個學年來和读者對應。像這樣的以讀者年齡層來决定內容的情況，是其他雜誌所無法比擬的。單行本也依照这种順序原则进行編輯收錄。尚不明确藤子與藤子·F·不二雄製作公司进行此类分级工作的细节，但在學年雜誌內所刊載其他非藤子的出色作品中有不少都使用同樣的方式。

## 名稱由來

### 日文名稱
對於多啦A夢名稱由來有眾多不同說法。
在藤子自傳性質漫畫作品《哆啦A夢誕生》及以此改編的《2112年多啦A夢誕生》动画的片尾中，作者提到多啦A夢造型的靈感是來自女兒的「不倒翁」和露台的「野貓」，因此一般認為，中的（dora）是來自「野貓」（どら猫，doraneko）。而（emon）则是日本江戶時代常見的人名，藤子·F·不二雄許多作品主角都慣以某某「衛門」來命名，例如《21衛門》（21エモン，21 emon）。
有香港媒體曾在報導中曾指「多啦A夢」的日文意思是「铜锣烧的守護者」，即“銅鑼（燒）衛門”。
有中國大陸媒體认为這個名字由和兩個部份組成，其中意為“神賜的禮物”，而是日文的讀音，也就是守護天使的含義。

### 中文譯名
現今官方譯名「哆啦A夢」（台灣）、「哆啦A梦」（中國大陸、马来西亚、新加坡等）、「多啦A夢」（香港）是直接根據原作的日文原名「ドラえもん」（Doraemon）音譯而來。
在華文世界，1973年《ドラえもん》首以粵語《叮噹》來命名，並於《兒童樂園》雜誌中以重畫的方式連載。事實上「叮噹」之名是由《兒童樂園》雜誌社長張浚華於1973年擔任編輯、将此作品引入香港時所取，名稱來自主角身上的鈴鐺。此名亦在1982年起於香港無綫電視（TVB）上播映的粵語配音電視動畫版中沿用。由於《兒童樂園》和TVB的節目遠銷星馬泰和世界各地，令「叮噹」一名在世界各地的華人社區廣傳。在1990年代或之前，「叮噹」的漫畫角色在各地都有不同的譯名，其中一個原因是各地出版社普遍爭相徑自翻印日本原著进行出版。香港80年代的《叮噹》漫畫主要由「海豹叢書」推出，直至1992年再由文化傳信（當時稱「玉郎圖書」）推出正規單行本。
1982年第5卷第2期的《日本畫報》上刊登的《動畫片轟動一時》中将作品名称翻譯為“杜拉蒙”。
單是在台灣，就有“機器貓小叮噹”（青文出版社早期）、“超能貓小叮噹”（東立出版社早期）、“神奇小叮噹”（大然文化早期）、“小叮噹”（陽銘書局早期）等不同译名。事實上青文創辦人兼首任社長黃樹滋引進作品時，即以香港引進者——《兒童樂園》雜誌前社長張浚華所取的「叮噹」為靈感，創造了「小叮噹」這個名字。加上當時並無《版權法》，於是後來其他出版社「跟風」出版時也用了這個名字。
在中國大陆，常见的称呼則為“小叮当”（出版社不详）、“机器猫”（人民美術出版社，后在1990年代取得版权）。
藤子·F·不二雄1996年病逝之後，藤子創作公司、小學館、朝日電視台等繼承《ドラえもん》著作權。坊間初期一直盛傳作者遺願為「希望亞洲地區統一改以日本音譯，使每個不同地方的讀者只要一聽就知道在講同一個人物」，但考究發現改名行動早在1995年已經展開，當時原作者仍然在世，故「遺願」說法未必成立，甚至未必源自日方。
中國大陆吉林美術出版社（吉美）在1995年以《哆啦A夢》為中文名稱，發行小學館授權的《哆啦A夢》中文版。其後台湾大然文化出版社、青文出版漫畫叢書發行代理商也陸續跟進。跟其他使用中文地區不同，香港采用的正式譯名為「多啦A夢」，「多」字並不從口。香港文化傳信则於1996年底推出首版易名後的《多啦A夢》漫畫。
電視動畫播放單位台灣華視、香港TVB，也於1999年6月至2000年代初開始亦更改了譯名。中国大陆央视方面，大山版TV动画最后一次播放于2007年，名称依旧混乱，除了“哆啦A梦”被“正名”外，“大雄”称为“康夫”、“静香”称为“小静”、“小夫”称为“强强”或“小强”、“胖虎”称为“大熊”。

#### 中文譯名演變表
以下為《哆啦A夢》／《多啦A夢》新舊版中文人名對照表：
| 《啦A夢》／《啦A夢》之各人物不同地區之名稱 | 《啦A夢》／《啦A夢》之各人物不同地區之名稱 | 《啦A夢》／《啦A夢》之各人物不同地區之名稱        | 《啦A夢》／《啦A夢》之各人物不同地區之名稱 | 《啦A夢》／《啦A夢》之各人物不同地區之名稱           | 《啦A夢》／《啦A夢》之各人物不同地區之名稱 | 《啦A夢》／《啦A夢》之各人物不同地區之名稱 |
| 譯名                                       | 譯名                                       | 譯名                                              | 譯名 | 譯名                                                 | 譯名                                       | 日語原文                                   |
| 新版（全名）                               | 新版（全名）                               | 舊版（部份設有全名）                              | 舊版（部份設有全名） | 舊版（部份設有全名）                                 | 舊版（部份設有全名）                       | 日語原文                                   |
| 台灣& 中國大陆                             | 香港                                       | 台灣                                              | 香港 | 中國大陆                                             | 中國大陆                                   | 日語原文                                   |
| 台灣& 中國大陆                             | 香港                                       | 台灣                                              | 香港 | 央視                                                 | 其他                                       | 日語原文                                   |
| ------------------------------------------ | ------------------------------------------ | ------------------------------------------------- | --- | ---------------------------------------------------- | ------------------------------------------ | ------------------------------------------ |
| 啦A夢 （作品名） 新 （華視水田版)          | 啦A夢 （作品名）                           | 機器貓小叮噹 / 超能貓小叮噹 / 神奇小叮噹          | 叮噹（1970至90年代）、 多啦A夢（大山版動畫中、後期、水田版）、 多啦A夢時光機（2006至2008年間播映的重新配音日本1979年集數以及80年代特別篇）                                                                           | 機器貓（1990年代播出時） / 哆啦A夢（2000年代播出時） | 叮噹 / 機器貓 / 小叮噹                     |                                            |
| 啦A夢 （主要角色）                         | 啦A夢 （主要角色）                         | 小叮噹                                            | 叮噹 （漫畫版 兒童樂園、海豹及文傳等：1973.04-1996.12; 動畫版：TVB 1982-1999年) 啦A夢 （漫畫版：1996.12- ；動畫版：TVB 1999.06-）                                                                                | 阿蒙（1990年代播出時） / 哆啦A夢（2000年代播出時）   | 叮噹 / 小叮噹 / 機器貓 / 銅鑼衛門          |                                            |
| 大雄 （野比 大雄）                         | 大雄 （野比 大雄）                         | 大雄 （葉大雄）                                   | 程大雄（兒童樂園版） 大雄（不變） 全名：野比大雄 | 康夫 （野比 康夫）                                   | 大雄 / 野比太郎 / 野比 / 大寶              |                                            |
| 小夫 （骨川 小夫）                         | 小夫 （骨川 小夫）                         | 阿福                                              | 阿昭、牙擦仔/哨牙仔（兒童樂園/海豹叢書） 牙擦仔/阿福（1982-1999年的TVB譯名） 骨川 小夫（1999年6月起的TVB譯名）                                                                                                   | 小強                                                 | 小夫 / 強夫 / 小孬 / 小寶                  |                                            |
| 胖虎 （剛田 武）                           | 胖虎 （剛田 武）                           | 技安、晉安 (早期青文無版權本曾譯全名作「武鋼健」) | 阿廣、肥仔（兒童樂園 / 海豹叢書） 技安（1982-1999年的TVB譯名） 剛田 武、胖虎（1999年6月起的TVB譯名） | 大熊（1990年代播出時） / 大雄（2000年代播出時）      | 胖虎 / 大胖 / 加依安 / 胖子                |                                            |
| 靜香 （源 靜香）                           | 靜香 （源 靜香）                           | 宜靜（陳靜香）                                    | 靜兒、靜宜（1982-1999年的TVB譯名、兒童樂園 / 海豹叢書） 源 靜香（1999年6月起的TVB譯名） | 小靜                                                 | 靜香 / 靜兒 / 靜子 / 靜靜                  |                                            |
| 啦美                                       | 啦美                                       | 小叮鈴                                            | 叮美（1982-1991年的TVB譯名） 叮叮（1991年-1992年的TVB譯名、文傳《叮噹》、 1995年歷紹行版《魔界大冒險》） 多美（1992《叮噹：西遊記》） 叮鈴（1993年-1999年的TVB譯名） 多啦美（1999年6月起的TVB譯名、文傳《多啦A夢》） | 哆啦咪（1990年代播出時） / 哆啦美（2000年代播出時）  | 哆啦美                                     | ドラミ （Dorami）                          |
| 小杉 / 出木杉 （出木杉 英才）              | 出木杉 （出木杉 英才）                     | 王聰明                                            | 太郎（文傳舊版） 出木彬、彬仔（1982年-1991年的TVB譯名、 1992《叮噹：西遊記》） 出木杉 英才（1991年起的TVB譯名） 王聰明（早期廣東譯名）                                                                           | 出木杉                                               | 出木杉 / 英才 / 王聰明                     | （初期稱為『』）                           |
| 世修 （野比 世修）                         | （主要譯名）                               | 小世                                              | 、世雄（1996-2001年TVB譯名） 小雄（2001年-2005年的TVB譯名、文傳1992年起） 舍華斯（2005-2008年的TVB譯名） 小雄（2009年起TVB的譯名） 世修（2015年《Stand By Me》1 公映版）                                                               | 小康                                                 | 世修                                       | 野比 セワシ （Nobi Sewashi）               |

其他華語通行地區：有指新加坡新传媒一般引進台《哆啦A梦》動畫，亦曾在另一電視台推出當地的英語版本。

## 書籍資訊

### 雜誌
本節列出曾經刊載《哆啦A夢》的雜誌：
學年雜誌（學年誌），以下皆由日本小學館所出版：
| 雜誌原文名稱  | 刊載期間       | 備註                                        |
| ------------- | -------------- | ------------------------------------------- |
| 《》（yoiko） | 1969年～1973年 | （中文譯：好孩子）                          |
| 《》          | 1969年～1973年 |                                             |
| 《》          | 1969年～1990年 |                                             |
| 《》          | 1969年～1987年 | 參考                                        |
| 《》          | 1969年～1994年 |                                             |
| 《》          | 1969年～1994年 |                                             |
| 《》          | 1973年～1994年 |                                             |
| 《》          | 1973年～1994年 | ※1990～1991年之間有多數都是重複刊載的內容。 |

其它雜誌，以下皆由日本小學館所出版：
| 雜誌原文名稱            | 刊載時間          | 備註 |
| ----------------------- | ----------------- | --- |
| 《》（terebikun）       | 1976年～1983年    | （中文譯：電視君） |
| 《》                    | 1974年            | 參考 |
| 《》                    | 1975年～1976年    | （增刊少年Sunday） |
| 《》                    | 1979年～1996年    | （CoroCoro Comic月刊‧快樂龍）2002年4月號，以創刊25週年紀念特設「名作劇場哆啦A夢」再次刊載。                                                                            |
| 《》（doraemon kurabu） | 1994年            | 哆啦A夢連載25週年紀念所發行的雙月刊，共發刊四期。內容有《大雄雲的王國》的完結編，以及其他的未收入單行本作品等。                                                        |
| 《》（doraehon）        | 1997年～          | 不定期發行的哆啦A夢大圖鑑，到現在為止已經發行了三期。在第3期中也刊载了未收錄作品的彩色版本。                                                                           |
| 《》（boku, doraemon）  | 2004年2月～2005年 | （中文譯：我、哆啦A夢）2004年2月20日開始，以每月5日和20日發刊的雙週刊，共刊行25冊。創刊號因為價格低、附送DVD光碟而造成搶購潮。每期都會收錄2～4個单行本中未收錄的作品。 |
| 《》（motto! doraemon） | 2005年4月25日創刊 | 接續《》之後的雜誌，全5冊。該雜誌附送有模型玩具，並刊登其它藤子·F·不二雄的作品信息。                                                                                   |

### 發行版本
| 版本名稱                                | 版本名稱                   | 版本名稱                   | 版本名稱 | 册数   | 注释                                                                                     |
| 中文直譯                                | 香港譯名                   | 台灣譯名                   | 日文     | 册数   | 注释                                                                                     |
| --------------------------------------- | -------------------------- | -------------------------- | -------- | ------ | ---------------------------------------------------------------------------------------- |
| 小學館瓢蟲漫畫                          | 《》單行本                 | 《》短篇集                 |          | 全45冊 | 單行本，由作者親自選輯，大部份電視動畫皆改編自此處。                                     |
| 小學館瓢蟲漫畫特別版                    | 《》彩色作品集             | 《》彩色版                 |          | 全6冊  | 收錄的是全彩頁版的雜誌連載哆啦A夢漫畫。                                                  |
| 藤子・Ｆ・不二雄大全集                  | 藤子・Ｆ・不二雄大全集《》 | 藤子・Ｆ・不二雄大全集《》 |          | 全20冊 | 最重要，完全收錄所有的版本。                                                             |
| 小學館瓢蟲漫畫 PLUS                     | 《PLUS》                   | 《》短篇集PLUS             |          | 全7冊  | 收錄的是單行本未收錄作品。                                                               |
| 小學館快樂快樂文庫                      | 《》文庫版                 | 《》文庫版                 |          | 全18冊 | 打散單行本已收錄之作品，按照主題重新排列。 文庫版的<機器人篇>收錄有單行本未收錄作品4篇。 |
| 特別珍藏                                | 特選珍藏《》               | 特別精選《》               |          | 現8冊  | 打散單行本已收錄之作品，按照主題重新排列。                                               |
| 小學館瓢蟲漫畫《哆啦A梦大长篇》         |                            |                            |          | 全24冊 | 大長篇漫畫故事，也是大山版動畫電影版原著。                                               |
| 藤子・Ｆ・不二雄大全集《哆啦A夢大長篇》 |                            |                            |          | 全6冊  | 收錄作者生前創作的17卷大長篇漫畫故事。                                                   |

其它書籍：
| 出版社     | 名称                               | 集数                | 出版时间                  |
| ---------- | ---------------------------------- | ------------------- | ------------------------- |
| 小学館     |                                    | 上・下集            | 2004年—                   |
| 小学館     | 「哆啦A梦杰作选」                  | 全1集               | 1999年—                   |
| 小学館     | 「哆啦A梦百科」                    | 全2集               | 1979年发行，已绝版        |
| 小学館     | 小学館corocoro文庫                 | 1—16集              | 1994年—                   |
| 小学館     | 藤子不二雄自選集                   | 全7集               | 1981年发行，已绝版        |
| 小学館     | 彩色哆啦A梦                        | 全6集               | 1979年—1982年发行，已绝版 |
| 中央公論社 |                                    | 全45集              | 1984年—1990年发行，已绝版 |
| 小学館     | My First BIG                       | 1—85集              | 2002年—                   |
| 小学館     | SHOGAKUKAN ENGLISH COMICS Doraemon | 1—10集              | 2002年—                   |
| 小学館     |                                    |                     |                           |
| 小学館     |                                    | 全18集，彩色版全1集 | 2004年—                   |
| 小学館     |                                    |                     | 1994年1月1日—             |
| 小学館     | 哆啦A夢全彩精選集                  | 1—6集               | 2004年—                   |
| 小学館     | 「彩色版 大雄的恐龙」              | 全1集               | 2006年                    |

### 出版書籍
單行本
- 《哆啦A夢》全45卷

| 集數 | 小學館         | 小學館             | 文化傳信       | 文化傳信           |
| 集數 | 發售日期       | ISBN               | 發售日期（版） | 發售日期（版）     |
| ---- | -------------- | ------------------ | -------------- | ------------------ |
| 1    | 1974年7月31日  | ISBN 4-09-140001-9 | 1992年7月19日  | 1996年12月         |
| 2    | 1974年8月26日  | ISBN 4-09-140002-7 | 1992年8月16日  | 1997年7月          |
| 3    | 1974年9月30日  | ISBN 4-09-140003-5 | 1992年9月13日  | 1997年7月          |
| 4    | 1974年10月31日 | ISBN 4-09-140004-3 | 1992年10月11日 | 1997年7月          |
| 5    | 1974年11月28日 | ISBN 4-09-140005-1 | 1992年11月8日  | 1997年7月          |
| 6    | 1974年12月25日 | ISBN 4-09-140006-X | 1992年12月6日  | 1997年8月          |
| 7    | 1975年5月2日   | ISBN 4-09-140008-6 | 1992年12月20日 | 1997年8月          |
| 8    | 1975年7月3日   | ISBN 4-09-140009-4 | 1993年1月3日   | 1997年8月          |
| 9    | 1975年11月1日  | ISBN 4-09-140009-4 | 1993年1月17日  | 1997年8月          |
| 10   | 1976年3月29日  | ISBN 4-09-140010-8 | 1993年1月31日  | 1997年8月          |
| 11   | 1976年6月30日  | ISBN 4-09-140101-5 | 1993年2月14日  | 1997年（月份待考） |
| 12   | 1976年11月27日 | ISBN 4-09-140102-3 | 1993年2月28日  | 1997年（月份待考） |
| 13   | 1977年3月31日  | ISBN 4-09-140103-1 | 1993年3月14日  | 1997年9月          |
| 14   | 1977年12月20日 | ISBN 4-09-140104-X | 1993年3月28日  | 1997年（月份待考） |
| 15   | 1978年6月27日  | ISBN 4-09-140105-8 | 1993年4月11日  | 1997年（月份待考） |
| 16   | 1978年12月22日 | ISBN 4-09-140106-6 | 1993年4月25日  | 1997年（月份待考） |
| 17   | 1979年6月27日  | ISBN 4-09-140107-4 | 1993年5月9日   | 1997年（月份待考） |
| 18   | 1979年12月20日 | ISBN 4-09-140108-2 | 1993年5月23日  | 1997年10月         |
| 19   | 1980年6月28日  | ISBN 4-09-140109-0 | 1993年6月6日   | 1997年10月         |
| 20   | 1980年12月20日 | ISBN 4-09-140110-4 | 1993年6月20日  | 1997年10月         |
| 21   | 1981年4月25日  | ISBN 4-09-140501-0 | 1993年7月4日   | 1997年（月份待考） |
| 22   | 1981年7月25日  | ISBN 4-09-140502-9 | 1993年7月18日  | 1997年（月份待考） |
| 23   | 1981年12月19日 | ISBN 4-09-140503-7 | 1993年8月1日   | 1997年12月         |
| 24   | 1982年3月27日  | ISBN 4-09-140504-5 | 1993年8月15日  | 1997年12月         |
| 25   | 1982年7月28日  | ISBN 4-09-140505-3 | 1993年8月29日  | 1997年（月份待考） |
| 26   | 1982年12月20日 | ISBN 4-09-140506-1 | 1993年9月12日  | 1997年（月份待考） |
| 27   | 1983年3月28日  | ISBN 4-09-140507-X | 1993年9月26日  | 1997年（月份待考） |
| 28   | 1983年7月28日  | ISBN 4-09-140508-8 | 1993年10月10日 | 1997年（月份待考） |
| 29   | 1983年12月16日 | ISBN 4-09-140509-6 | 1993年10月24日 | 1997年（月份待考） |
| 30   | 1984年3月28日  | ISBN 4-09-140510-X | 1993年11月7日  | 1998年1月          |
| 31   | 1984年7月28日  | ISBN 4-09-140801-X | 1993年11月21日 | 1998年（月份待考） |
| 32   | 1984年12月15日 | ISBN 4-09-140802-8 | 1993年12月5日  | 1998年2月          |
| 33   | 1985年3月28日  | ISBN 4-09-140803-6 | 1993年12月     | 1998年2月          |
| 34   | 1985年7月27日  | ISBN 4-09-140804-4 | 1994年1月      | 1998年2月          |
| 35   | 1985年12月16日 | ISBN 4-09-140805-2 | 1994年1月      | 1998年2月          |
| 36   | 1986年3月28日  | ISBN 4-09-140806-0 | 1994年1月      | 1998年4月          |
| 37   | 1986年7月28日  | ISBN 4-09-140807-9 | 1994年2月      | 1998年4月          |
| 38   | 1986年12月16日 | ISBN 4-09-140808-7 | 1994年3月      | 1998年4月          |
| 39   | 1988年12月16日 | ISBN 4-09-140809-5 | 1994年3月      | 1998年5月          |
| 40   | 1989年12月18日 | ISBN 4-09-140810-9 | 1994年4月      | 1998年5月          |
| 41   | 1990年7月28日  | ISBN 4-09-141661-6 | 1994年4月      | 1998年5月          |
| 42   | 1990年12月18日 | ISBN 4-09-141662-4 | 1994年4月      | 1998年5月          |
| 43   | 1991年12月14日 | ISBN 4-09-141663-2 | 1994年5月      | 1998年5月          |
| 44   | 1993年4月27日  | ISBN 4-09-141664-0 | 1994年5月      | 1998年5月          |
| 45   | 1996年4月26日  | ISBN 4-09-141665-9 | 沒有           | 1998年7月          |

- 《哆啦A夢PLUS》全7卷

| 集數 | 小學館        | 小學館             | 文化傳信         | 文化傳信               | 青文出版社     | 青文出版社             |
| 集數 | 發售日期      | ISBN               | 發售日期（初版） | ISBN / EAN             | 發售日期       | ISBN / EAN             |
| ---- | ------------- | ------------------ | ---------------- | ---------------------- | -------------- | ---------------------- |
| 1    | 2005年4月25日 | ISBN 4-09-143301-4 | 2005年4月        | ISBN 962-8895-64-8     | 2005年5月6日   | ISBN 978-986-156-154-7 |
| 2    | 2005年7月20日 | ISBN 4-09-143302-2 | 2005年7月        | ISBN 962-8896-59-8     | 2005年9月15日  | ISBN 978-986-156-258-2 |
| 3    | 2005年9月3日  | ISBN 4-09-143303-0 | 2005年10月       | ISBN 962-8896-90-3     | 2005年10月24日 | ISBN 978-986-156-350-3 |
| 4    | 2005年12月1日 | ISBN 4-09-143304-9 | 2005年12月       | ISBN 962-8925-55-5     | 2006年3月7日   | ISBN 978-986-156-482-1 |
| 5    | 2006年2月28日 | ISBN 4-09-143305-7 | 2006年3月        | ISBN 962-8926-31-4     | 2006年5月17日  | ISBN 978-986-156-569-9 |
| 6    | 2014年12月6日 | ISBN 4-09-141838-4 | 2015年3月        | ISBN 978-988-8318-59-9 | 2015年12月23日 | EAN 471-8016-01592-0   |
| 7    | 2023年12月1日 |                    |                  |                        |                |                        |

- 《哆啦A夢 第0集》

| 集數 | 小學館         | 小學館                 | 文化傳信     | 文化傳信               | 青文出版社   | 青文出版社             |
| 集數 | 發售日期       | ISBN                   | 發售日期     | ISBN                   | 發售日期     | ISBN                   |
| ---- | -------------- | ---------------------- | ------------ | ---------------------- | ------------ | ---------------------- |
| 全   | 2019年11月27日 | ISBN 978-4-09-143156-1 | 2020年9月9日 | ISBN 978-988-8511-63-1 | 2020年7月1日 | ISBN 978-986-512-392-5 |

- 彩色作品集

| 集數 | 小學館         | 小學館             | 香港青文                                  | 香港青文                                            | 青文出版社     | 青文出版社             |
| 集數 | 發售日期       | ISBN               | 發售日期                                  | ISBN                                                | 發售日期       | ISBN                   |
| ---- | -------------- | ------------------ | ----------------------------------------- | --------------------------------------------------- | -------------- | ---------------------- |
| 1    | 1999年7月17日  | ISBN 4-09-149571-0 | 2002年3月8日（初版） 2004年11月（第二版） | ISBN 962878634-2（初版） ISBN 962882277-2（第二版） | 2002年3月25日  | ISBN 978-957-509-044-9 |
| 2    | 1999年10月28日 | ISBN 4-09-149572-9 | 2003年1月4日                              | ISBN 962878635-0                                    | 2002年5月25日  | ISBN 978-957-509-171-2 |
| 3    | 2000年3月8日   | ISBN 4-09-149573-7 | 2003年6月3日                              | ISBN 962878636-9                                    | 2002年8月12日  | ISBN 978-957-509-236-8 |
| 4    | 2000年12月25日 | ISBN 4-09-149574-5 | 2003年12月3日                             | ISBN 962882220-9                                    | 2004年2月24日  | ISBN 978-957-509-215-3 |
| 5    | 2005年3月25日  | ISBN 4-09-149575-3 | 2006年7月                                 | ISBN 962890644-5                                    | 2005年10月21日 | ISBN 978-986-156-348-0 |
| 6    | 2006年9月2日   | ISBN 4-09-140248-8 | 2007年10月                                | ISBN 978-962-8981-09-0                              | 2006年12月10日 | ISBN 978-986-156-780-8 |

- 小學館快樂快樂文庫

| 集數        | 集數 | 日文篇章 | 中文篇章        | 中文篇章        | 小學館         | 小學館             | 文化傳信 | 文化傳信 | 青文出版社     | 青文出版社             |
| 日本／ 香港 | 台灣 | 日文篇章 | 中文篇章        | 中文篇章        | 發售日期       | ISBN               | 發售日期 | ISBN     | 發售日期       | ISBN                   |
| 日本／ 香港 | 台灣 | 日文篇章 | 香港            | 台灣            | 發售日期       | ISBN               | 發售日期 | ISBN     | 發售日期       | ISBN                   |
| ----------- | ---- | -------- | --------------- | --------------- | -------------- | ------------------ | -------- | -------- | -------------- | ---------------------- |
| 1           | 4    |          | 戀愛篇          | 戀愛篇          | 1994年10月28日 | ISBN 4-09-194001-3 |          |          | 2005年9月20日  | ISBN 978-986-156-333-6 |
| 2           | 3    |          | 0分．離家出走篇 | 0點．離家出走篇 | 1994年10月28日 | ISBN 4-09-194002-1 |          |          | 2005年9月20日  | ISBN 978-986-156-334-3 |
| 3           | 1    |          | 恐龍篇          | 恐龍篇          | 1994年10月28日 | ISBN 4-09-194003-X |          |          | 2005年9月20日  | ISBN 978-986-156-335-0 |
| 4           | 2    |          | 未來．宇宙篇    | 未來．宇宙篇    | 1994年12月9日  | ISBN 4-09-194004-8 |          |          | 2005年9月20日  | ISBN 978-986-156-336-7 |
| 5           | 5    |          | 昔日故事篇      | 昔日故事篇      | 1994年12月9日  | ISBN 4-09-194005-6 |          |          | 2005年10月20日 | ISBN 978-986-156-359-6 |
| 6           | 6    |          | 感動篇          | 感動篇          | 1994年12月9日  | ISBN 4-09-194006-4 |          |          | 2005年10月20日 | ISBN 978-986-156-360-2 |
| 7           | 7    |          | 爆笑篇          | 爆笑篇          | 1997年10月28日 | ISBN 4-09-194007-2 |          |          | 2005年10月20日 | ISBN 978-986-156-361-9 |
| 8           | 8    |          | 恐怖篇          | 恐怖篇          | 1997年10月28日 | ISBN 4-09-194008-0 |          |          | 2005年10月20日 | ISBN 978-986-156-362-6 |
| 9           | 9    |          | 機智篇          | 心靈篇          | 1997年12月12日 | ISBN 4-09-194009-9 |          |          | 2005年11月20日 | ISBN 978-986-156-381-7 |
| 10          | 10   |          | 幻想篇          | 奇幻篇          | 1997年12月12日 | ISBN 4-09-194010-2 |          |          | 2005年11月20日 | ISBN 978-986-156-382-4 |
| 11          | 11   |          | 篇              | 篇              | 1999年9月16日  | ISBN 4-09-194131-1 |          |          | 2005年11月20日 | ISBN 978-986-156-383-1 |
| 12          | 12   |          | 胖虎篇          | 胖虎篇          | 1999年9月16日  | ISBN 4-09-194132-X |          |          | 2005年11月20日 | ISBN 978-986-156-384-8 |
| 13          | 13   |          | 靜香篇          | 靜香篇          | 1999年11月16日 | ISBN 4-09-194133-8 |          |          | 2005年12月20日 | ISBN 978-986-156-414-2 |
| 14          | 14   |          | 小夫篇          | 小夫篇          | 1999年11月16日 | ISBN 4-09-194134-6 |          |          | 2005年12月20日 | ISBN 978-986-156-415-9 |
| 15          | 15   |          | 大雄塗鴉篇      | 大雄篇          | 2002年11月15日 | ISBN 4-09-194135-4 |          |          | 2005年12月20日 | ISBN 978-986-156-416-6 |
| 16          | 16   |          | 篇              | 篇              | 2002年11月15日 | ISBN 4-09-194136-2 |          |          | 2005年12月20日 | ISBN 978-986-156-417-3 |
| 17          | 17   |          | 爸爸．媽媽篇    | 爸爸．媽媽篇    | 2005年11月15日 | ISBN 4-09-194137-0 |          |          | 2011年5月24日  | ISBN 978-986-256-781-4 |
| 18          | 18   |          | 恐慌篇          | 恐慌篇          | 2005年11月15日 | ISBN 4-09-194138-9 |          |          | 2011年5月24日  | ISBN 978-986-256-784-5 |

- 藤子・F・不二雄大全集

| 集數 | 小學館         | 小學館                 | 文化傳信       | 文化傳信               | 青文出版社     | 青文出版社             |
| 集數 | 發售日期       | ISBN                   | 發售日期       | ISBN                   | 發售日期       | ISBN / EAN             |
| ---- | -------------- | ---------------------- | -------------- | ---------------------- | -------------- | ---------------------- |
| 1    | 2009年7月24日  | ISBN 978-4-09-143403-6 | 2010年7月      | ISBN 978-988-8050-80-2 | 2011年10月25日 | ISBN 978-986-256-916-0 |
| 2    | 2009年8月25日  | ISBN 978-4-09-143405-0 | 2010年10月     |                        | 2011年12月24日 | ISBN 978-986-256-975-7 |
| 3    | 2009年10月23日 | ISBN 978-4-09-143411-1 | 2010年12月5日  |                        | 2012年2月21日  | ISBN 978-986-310-078-2 |
| 4    | 2009年12月25日 | ISBN 978-4-09-143417-3 | 2011年1月25日  |                        | 2012年4月25日  | ISBN 978-986-310-147-5 |
| 5    | 2010年1月25日  | ISBN 978-4-09-143418-0 | 2011年4月11日  |                        | 2012年6月20日  | ISBN 978-986-310-211-3 |
| 6    | 2010年3月25日  | ISBN 978-4-09-143425-8 | 2011年6月1日   |                        | 2012年9月5日   | ISBN 978-986-310-297-7 |
| 7    | 2010年4月23日  | ISBN 978-4-09-143426-5 | 2011年7月24日  | ISBN 978-988-8112-72-2 | 2012年10月30日 | ISBN 978-986-310-358-5 |
| 8    | 2010年6月25日  | ISBN 978-4-09-143433-3 | 2011年6月1日   |                        | 2012年12月25日 | ISBN 978-986-310-454-4 |
| 9    | 2010年8月25日  | ISBN 978-4-09-143435-7 | 2012年1月12日  |                        | 2013年2月18日  | ISBN 978-986-310-494-0 |
| 10   | 2010年10月25日 | ISBN 978-4-09-143441-8 | 2012年3月13日  |                        | 2013年5月8日   | ISBN 978-986-310-554-1 |
| 11   | 2010年11月25日 | ISBN 978-4-09-143443-2 | 2012年5月30日  | ISBN 978-988-8114-55-9 | 2013年6月5日   | ISBN 978-986-310-651-7 |
| 12   | 2011年3月25日  | ISBN 978-4-09-143454-8 | 2012年9月19日  | ISBN 978-988-8194-02-5 | 2013年7月3日   | ISBN 978-986-310-656-2 |
| 13   | 2011年4月25日  | ISBN 978-4-09-143457-9 | 2012年10月26日 | ISBN 978-988-8194-28-5 | 2013年8月28日  | ISBN 978-986-310-722-4 |
| 14   | 2011年6月24日  | ISBN 978-4-09-143463-0 | 2013年1月4日   | ISBN 978-988-8194-60-5 | 2013年10月2日  | ISBN 978-986-310-742-2 |
| 15   | 2011年9月22日  | ISBN 978-4-09-143469-2 | 2013年3月11日  | ISBN 978-988-8194-85-8 | 2013年11月30日 | ISBN 978-986-310-813-9 |
| 16   | 2011年11月25日 | ISBN 978-4-09-143475-3 | 2013年3月30日  | ISBN 978-988-8194-00-1 | 2014年3月6日   | ISBN 978-986-310-870-2 |
| 17   | 2012年2月24日  | ISBN 978-4-09-143483-8 | 2014年1月8日   | ISBN 978-988-8195-22-0 | 2014年4月22日  | ISBN 978-986-310-981-5 |
| 18   | 2012年4月25日  | ISBN 978-4-09-143489-0 | 2014年5月31日  | ISBN 978-988-8196-83-8 | 2014年6月21日  | ISBN 978-986-356-045-6 |
| 19   | 2012年6月25日  | ISBN 978-4-09-143494-4 | 2014年12月15日 | ISBN 978-988-8318-19-3 | 2014年9月20日  | EAN 471-8016-00954-7   |
| 20   | 2012年9月25日  | ISBN 978-4-09-143501-9 | 2015年4月16日  | ISBN 978-988-8318-20-9 | 2014年12月18日 | EAN 471-8016-01062-8   |

| 集數 | 日文篇章 | 中文篇章       | 中文篇章             | 小學館         | 小學館                 | 小學館                 | 文化傳信       | 文化傳信               | 青文出版社     | 青文出版社             |
| 集數 | 日文篇章 | 中文篇章       | 中文篇章             | 發售日期       | ISBN                   | ISBN                   | 發售日期       | ISBN                   | 發售日期       | ISBN / EAN             |
| 集數 | 日文篇章 | 香港           | 台灣                 | 發售日期       | 普通版                 | 特別版                 | 發售日期       | ISBN                   | 發售日期       | ISBN / EAN             |
| ---- | -------- | -------------- | -------------------- | -------------- | ---------------------- | ---------------------- | -------------- | ---------------------- | -------------- | ---------------------- |
| 1    |          | 扣人心弦感動篇 | 心中滿是感動篇（全） | 2020年11月20日 | ISBN 978-4-09-143253-7 | ISBN 978-4-09-943074-0 | 2021年10月15日 | ISBN 978-988-8721-00-9 | 2023年10月25日 | ISBN 978-626-362-312-5 |
| 2    |          | 溫馨和睦家庭篇 | 和樂融融家族篇（全） | 2021年2月26日  | ISBN 978-4-09-143293-3 | ISBN 978-4-09-943084-9 | 2023年6月23日  | ISBN 978-988-8721-37-5 | 2024年5月20日  | ISBN 978-626-383-583-6 |
| 3    |          | 垂涎三尺美食篇 | 好吃開心美食篇（全） | 2021年8月12日  | ISBN 978-4-09-143337-4 | ISBN 978-4-09-943091-7 | 2023年7月25日  | ISBN 978-988-8721-38-2 | 2024年6月25日  | ISBN 978-626-383-944-1 |
| 4    |          | 為你鍾情戀愛篇 | 為你著迷戀愛篇（全） | 2022年2月4日   | ISBN 978-4-09-143384-8 | ISBN 978-4-09-943100-6 | 2023年8月17日  | ISBN 978-988-8722-55-6 | 2024年7月8日   | ISBN 978-626-383-953-3 |
| 5    |          | 可愛治癒動物篇 | 溫柔治癒動物篇（全） | 2022年9月2日   | ISBN 978-4-09-143547-7 | ISBN 978-4-09-943117-4 | 2023年9月14日  | ISBN 978-988-8722-56-3 | 2024年8月19日  | ISBN 978-626-399-244-3 |
| 6    |          | 隨時隨地出行篇 |                      | 2023年2月28日  | ISBN 978-4-09-143588-0 | ISBN 978-4-09-943124-2 | 2023年12月29日 | ISBN 978-988-8722-57-0 |                |                        |
| 7    |          | 心驚膽跳恐怖篇 | 渾身顫抖恐怖篇（全） | 2023年8月28日  | ISBN 978-4-09-143644-3 | ISBN 978-4-09-943134-1 | 2024年5月24日  | ISBN 978-988-8723-19-5 | 2024年8月7日   | ISBN 978-626-399-224-5 |
| 8    |          | 樂韻悠揚音樂篇 |                      | 2024年2月29日  | ISBN 978-4-09-143677-1 | ISBN 978-4-09-943143-3 | 2025年6月6日   | ISBN 978-988-8723-20-1 |                |                        |
| 9    |          |                |                      | 2024年8月29日  |                        | ISBN 978-4-09-043162-4 |                |                        |                |                        |
| 10   |          |                |                      | 2025年2月25日  |                        | ISBN 978-4-09-943190-7 |                |                        |                |                        |

## 動畫
1973年哆啦A夢電視動畫開始播映，1980年動畫電影亦開始播映。同年開始為了拍攝動畫電影，藤子·F·不二雄開始創作單行本一本的長篇故事，這就是《哆啦A夢大長篇》的開始。在1996年藤子·F·不二雄過世後，電視動畫及電影動畫的製作依然持續，由麥原伸太郎（筆名為，是藤子·F·不二雄的入室弟子，也是《哆啦A夢超棒球外傳》的作者）與岡田康則（1998年進入藤子·F·不二雄製作公司，2001年為大長篇《大雄與翼之勇者們》的主畫者）執筆。

### 電視動畫
哆啦A夢的動畫首次在日本電視台播出，於1973年4月1日起每周日日本時間下午7時播出，首播半年後因製作商日本電視台動畫倒閉而於9月30日播出最後1集。在1973年至1979年間，此版本亦曾由各電視台重播。本作賽璐璐、分鏡圖等資料因沒有位置存放而銷毀，膠卷亦不知所終。此版本亦常稱為「舊哆啦」、「日本電視台版哆啦」、「虛幻的哆啦A夢」。時隔6年後，動畫於1979年4月2日至今在朝日電視台播出，朝日電視台版本亦由聲優不同和畫風改變分為大山羨代版、水田山葵版。現時每周5下午7時播出（自2019年10月5日起，調整播出時段至每週6下午5點播出）。

#### 聲優
聲優即配音員，是哆啦A夢邁向動畫版的重大關鍵。日文版中大山羨代（大山のぶ代）自從朝日電視台於1979年開播「哆啦A夢」以來，演飾哆啦A夢聲音長達26年的聲優，結束退出演出時她已經72歲，除此之外《多啦A夢》部份電視與電影也有她所主唱的主題曲。另外香港資深男配音員林保全亦為多啦A夢配音長達約33年。由1982-2004，2006-2014年大電影及3D電影版，逾30年的多啦A夢皆由林保全配音，直至其於2015年1月2日逝世為止。
新一代的聲優陣容於2005年3月接替，其中由水田山葵（水田わさび）接替大山羨代飾演哆啦A夢的聲音。華視于2009年1月19日起，播映水田山葵版本。
大山羡代所詮釋的哆啦A夢聲音略帶沙啞而且聲音較沉，很自然的形成了哆啦A夢的一個特色。尤其內容中那獨特的「我是哆啦A夢」（ぼくドラえもん）以及哆啦A夢「呼呼呼呼」（ふふふふ）的笑聲，這些其實是大山羡代即興的演出，在原作品並不存在，反而成為更加深入人心的獨特風格。
不過也因為如此，某些非常忠於原作的原作派，以及日本電視台版本的支持者對此不以為然。

#### 相關歌曲
哆啦A夢的主題曲流傳廣泛，單是日文原曲《哆啦A夢之歌》（ドラえもんのうた）就至少有六個不同主唱者及編曲版本，又以大杉久美子主唱版本（電視1979年—1992年；電影1980年—1988年）和山野智子（山野さと子）主唱版本（電視1992年—2002年；電影1989年—1997年、1999年、2001年—2004年）最為膾炙人口。
根據日本《我、哆啦A夢》（ぼく、ドラえもん）杂志第三期，電視系列經歷四分一世紀後，相關歌曲(包括片頭曲、片尾曲、插曲、電影主題曲)已達一百首。當中有十多首是由叮噹配音員大山羡代主唱的，以《畫叮噹》（ドラえもん えかきうた）、《我是哆啦A夢》（ぼくドラえもん）和《哆啦A夢領唱》（ドラえもん音頭）最為人熟悉。
另外，日本以外地区的觀眾熟悉的歌曲則包括《藍色的天空是口袋喲》（青い空はポケットさ）及《我們是地球人》（ぼくたち地球人）此兩首片尾曲。
電影主題曲方面，藤子·F·不二雄原作的大長篇片尾主題曲的歌詞幾乎全部是由武田鐵矢所填的。
自藤子工作室接手後的大長篇，電影主題曲大多邀請流行歌手主唱。而電視版的片頭曲及片尾曲在近年間（2002—2004年）亦出現頻繁的更替。不過，新歌曲及歌詞的質素一直備受日本各界批評。最受爭議之一首是由偶像組合W主唱的片尾曲《啊～真好呀！》（あぁ いいな!）。該曲與哆啦A夢的歌曲一向以來的風格大相逕庭，而歌詞亦偏向險怪，與哆啦A夢的主題無關。
2005年4月起，換上新班底及新配音員的動畫版第一首電視主題曲仍然是《哆啦A夢之歌》。雖然採用原調，但是全曲只由中樂組合女子十二樂坊獨奏，無人主唱。片尾曲為《哆啦A夢領唱》。
2005年10月28日起，換上由宇崎龍童作曲、夏川里美主唱的全新主題曲《擁抱吧！》（ハグしちゃお）。此後短篇故事再無片尾曲。用了26年的《哆啦A夢之歌》以插曲和背景音樂形式出現。
2007年5月11日，短篇動畫主題曲再度更換為由黒須克彦作詞作曲，mao演唱的新主題曲《實現夢想的哆啦A夢》（夢をかなえてドラえもん）。
2019年9月6日，朝日電視台宣布由劇場版《大雄的金銀島》由星野源主唱的主題曲《哆啦A夢》自同年10月5日起成為新的動畫主題曲，該主題曲用至2024年11月2日，自同年11月16日起主題曲換回《實現夢想的哆啦A夢》。
1979年版部份，每一個主題曲名稱相同，但內容不完全相同，而片尾曲部份則是11首完全不同。

### 永久夢幻《哆啦A夢》動畫
1994年，神奈川縣川崎市「新能源產業技術綜合開發機構」（New Energy and Industrial Technology Development Organization，簡稱NEDO）製作一個為了推廣用的特別動畫片「哆啦A夢 大雄與未來的筆記本」，這曾經是一部眾所周知永久夢幻的《哆啦A夢》動畫，後來在「我是哆啦A夢」（雜誌）第13號的「哆啦A夢生日特輯」所附屬的紀念DVD內收藏，大家也就比較容易取得這部夢幻影片的內容了。

### 未實現的電視企劃案
曾經有一家由鷺巣富雄（筆名，1960年代日本漫畫家）所主導的電視節目企劃公司P-Productions（ピー・プロダクション制作），1972年時曾為富士電視台做過一個企劃，內容只是200字的原稿用紙六張，販售價格居然高達50,000日幣。1972年10月富士電視台開始播放「科學小飛俠」（1972年10月～1974年9月）。所以推估這個企劃案後來忽然終止，應該也跟這個有關，不過這些都無法得到證實。而且這個企劃作品是個實際攝影版本，就連給演員穿着的哆啦A夢布偶都試作好了，不過後來因為許多原因而導致這個企劃並未實現。這算是正式電視作品問世之前小插曲。相當熱愛電影的藤子念念不忘實際拍攝哆啦A夢出來。

### 教育
日本曾經制作兩部關於交通安全運動的防災動畫短篇影片，第一片的內容是胖虎追趕大雄而遭到交通事故；第二片的內容都是在說明交通規則常識，在交通安全指導日的時候放映於各小學。而哆啦A夢亦曾經是台北市政府衛生局的代言人之一。

香港方面，哆啦A夢亦曾經是機電工程處的代言人之一，宣傳「安全使用升降機」知識。

### 電影
从1980年开始，每年春季3月都會上映哆啦A夢长篇电影版，除了1988年《大雄的平行西游记》在公映时，由于作者生病，因此只有电影版，而没有漫画版外，前期的長篇電影作品上映前，均會創作大長篇漫畫作品，作為電影版原作及先行宣傳。1996年藤子·F·不二雄逝世后，便由他的弟子麥原伸太郎、岡田康則、藤子制作继续创作发行，以此模式放映的電影版作品也被稱作大長篇電影。
由於每部《哆啦A夢》劇場版都會有固定主角之一的「野比大雄」，因此每部的標題都會有「大雄與」或「大雄的」。
从1983年的《大雄的海底鬼岩城》一直到2004年的《大雄的猫狗时空传》为止，大长篇电影的导演均為芝山努，而《大雄的猫狗时空传》也是朝日電視台版的第一代工作人員和配音員合作的最後一部作品。
但近年来的这几部非原作者（藤子·F·不二雄）製作的大長篇，及至電視上播映的短篇故事，无论画风、内涵，甚至內容設定都與原著有顯著不同，因而招致不少争议聲音，不过这些议论却无损其强劲电影票房。(在1980-2004、2006-2014年，這34部電影，票房收入共749.7億日圓，觀看人數超過1.2億人（至2013年）。即使是重製版，都大受观众歡迎。
由于时间过于紧迫及相关人员变动的缘故，制作單位宣稱2005年将暫停发行大长篇，所以2005年的大長篇電影從缺。2006年，哆啦A夢大長篇電影恢復制作，是首部重新製作的電影。改編自第一部大長篇電影大雄的恐龍，此後開始循此模式推出新的復刻大長篇電影。
2004年《大雄的貓狗時空傳》是大山羨代為電影配音版的最後一作。2006年《大雄的恐龍2006》開始是水田山葵為首的新聲優陣容接替大山羨代為電影配音。
2008年3月10日，推出水田聲優陣史上首部非重製電影的「大雄與綠之巨人傳」（緑の巨人伝）。之後又陸續以此模式，創作出多部原創電影作品，此類長篇電影大多是由短篇漫畫改編而來，而不另外創作漫畫大長篇。
1997年《大雄的發條都市冒險記》是藤子·F·不二雄在這部大長篇中僅執筆開頭的四張彩圖，之後的內容還是草稿，在他畫第3回的草稿時就逝世了，由藤子·F·不二雄製作公司（藤子プロ或譯為藤子PRO）完成，因此這部作品可算藤子·F·不二雄的遺著。
1998年《大雄的南海大冒險》是在原作者藤子·F·不二雄先生過世之後，第一部正式由藤子·F·不二雄製作公司（藤子プロ或譯為藤子PRO）所製作出的電影。
2012年《大雄與奇跡之島》是《哆啦A夢》2112年誕生倒數百年及日本小學館90周年的紀念之作。
2014年《STAND BY ME 哆啦A夢》是一部紀念《哆啦A夢》作者藤子·F·不二雄誕辰80週年的系列首部3D電影。
2018年《大雄的金銀島》與1998年《大雄的南海大冒險》同樣在熱帶海洋上展開故事，且上映時間相距正好20年。
1998年《大雄的南海大冒險》是大山版電影中唯一一部單獨發售OST的電影；2018年《大雄之金銀島》目前為止是水田版電影中唯一一部單獨發售OST的電影。
2020年續集《STAND BY ME 哆啦A夢 2》是一部紀念《哆啦A夢》50周年紀念作品。原定於2020年8月7日在日本上映，後因2019新型冠狀病毒疫情而延期至2020年11月20日在日本上映。
2021年《大雄的宇宙小戰爭 2021》因疫情延映至2022年。

## 海外地區
《哆啦A夢》在日本以外地區亦大受歡迎。根據小學館統計，在1970年代，香港、澳門和台灣就出現了《哆啦A夢》盜版作品。目前在东南亚地區也有大量盜版哆啦A夢。1991年後，东亚、東南亞和欧洲地區成為《哆啦A夢》主要輸出地區。另外，哆啦A夢動畫版在中南美洲地區、阿拉伯世界、印度、俄罗斯和以色列播出。在1999年，其銷售額為第五高（日本830.1億日圓），到2018年為68.5億美元。電影部份世界票房更是日本系列動畫電影最高，達到1,262,247,197美元。
《哆啦A夢》已經在中国大陆、韩国、越南、马来西亚、新加坡、泰国、印尼、賽普勒斯、意大利、西班牙等地正式出版，法语版也已在2006年開始出版於法国。此外，《哆啦A夢》在越南和印度尼西亚大受歡迎。此外，諸如香港青文出版社出版的《快樂龍》等喜劇漫畫雜誌也正在連載《哆啦A夢》。
《哆啦A夢》在華語系區域之間所受到歡迎的程度並不輸給日本國內。早在《哆啦A夢》初創的時期，台灣、香港很快的出現了盜版《哆啦A夢》。

### 香港及澳門

#### 漫畫
1973年，《多啦A夢》（當時名為《叮噹》）由《兒童樂園》引進香港之後，港澳成為日本以外最早的《多啦A夢》出版地區。叮噹、大雄、靜宜等名字亦是由《兒童樂園》所起的（註：「阿福」和「技安」源於動畫版本）。在1981年起，《叮噹》的書籍開始由「海豹叢書」出版（出版社印為皇聲唱片洋行有限公司），該公司在每本書的背頁聲稱擁有版權，但在期數編輯上與日本相異。
直至1992年，正規版本由玉郎集團（後改名文化傳信）出版，當時仍以《叮噹》名稱推出漫畫單行本，直至1996年底陸續改為《多啦A夢》(註：「多」字並不從口字部) 。同期，另一家出版社安樂文潮亦獲授權推出「叮噹法寶系列（叮噹百寶袋）」和「叮噹益智系列」等書籍，而正文社出版的《CO-CO!》雜誌亦有連載外傳《多啦A夢族》（《ザ・ドラえもんズ》)。
香港青文出版社於1999 年起加入行列，出版了由藤子弟子所著的大長篇（即由第18卷開始），彩色作品集、彩色電影版及學習漫畫系列，旗下《快樂龍》雜誌則連載大長篇漫畫，《Dorabase多啦A夢超棒球外傳》則在其別冊《HERO》則連載； 2003 年以後，文化傳信獲授權推出《多啦A夢文庫版》、《啦A夢+》（多啦A夢PLUS）、《多啦A夢兒童版》的香港中文版。全套 20 集的《藤子‧F‧不二雄大全集：多啦A夢》和原著 50 週年紀念的《多啦A夢第0卷》亦由文化傳信出版。

#### 電視動畫及電影
1982年2月1日開始在節目內播放，其後《叮噹》亦多以單一節目形式播出，直至1999年6月易名《多啦A夢》（註：「多」字不從口），電視台多年來亦有在節慶或長假期播放電影版的安排，配音員亦歷經變遷，其中為主角叮噹／多啦A夢配音30多年的林保全廣為人知，2015年逝世後角色由黃昕瑜接任。詳情亦可參考 
多啦A夢（電視動畫）條目中的香港部份。
電影方面，1982年8月14日至26日首套電影版以《八寶叮噹》名稱上映（原名：大雄的恐龍），下一部劇場公映作品就已經是於1994年底上映的《叮噹：魔域三劍俠》（大雄與夢幻三劍士），直至2001年起才出現了每年上映一部的安排。不過，1980年至1994年間的15部電影作品在90年代有推出《叮噹》版本的錄影帶及影碟，部份作品在千禧年代有重新配音成「多啦A夢」再推出。1995年至1998年的四部電影則從未推出正式的粵語版本（創世日記、銀河超特急、發條都市冒險記和南海大冒險）。

### 台灣
在未經授權時代主要由青文出版社出版，1976年起以單行本《機器貓小叮噹》連載，採每月2次出版。當中亦夾雜有該出版社簽約漫畫家自行創作或改編自藤子其他作品之短篇故事、大長篇等原版所沒有的內容，共計出版了236冊。
1992年因台灣政府修訂《著作權法》，哆啦A夢退出該書，並且由第237集起，改名《開心漫畫》，但封面仍有《機器貓小叮噹》字樣，不過內容已經無哆啦A夢之相關連載，這狀況持續至該雜誌改名為《巨彈小子》為止。台灣各地一些小型便利商店（並非統一超商或其他連鎖體系的便利商店）直到2000年代初仍有販賣其他沒標明出版商名稱的盜版單行本。曾在某個年代出現過另一個版本的哆啦A夢，片名為《翩翩美男子》，有些年長的人知道這版本，因內容許多受爭議的翻譯例如嚴家淦，蔣經國，反攻大陸等字眼，還出現過別的卡通交雜的畫面，在當時的臺灣社會充滿爭議，現在網路上已經找不到有關這版本的文章或資料，目前推測為不同人創作的不同版本。
1993年，首次由小學館授權的台灣中文版單行本由大然文化出版，當時書名為《神奇小叮噹》。1997年，大然文化再度取得小學館授權，並尊重當時已經病故的藤子·F·不二雄的遺願「希望亚洲地區統一改以日本音譯」，首次以《哆啦A夢》為中文名稱，發行台灣中文版單行本，列入該社《魔奇館》漫畫叢書之內。自1999年起，第十七集以後的大長篇、彩色作品集、彩色電影版及其他學習漫畫系列由青文出版社陸續出版。
2003年大然文化倒閉，原由大然代理的部份（單行本1～45及大長篇1～17）轉移給青文出版社，從此《哆啦A夢》在台灣由青文獨家代理。

### 中國大陆
1980年代末期，中國大陆也出現了盜版的哆啦A夢書籍，包括：由宋慶齡創辦的小學高、中年級綜合月刊《兒童時代》，其於1989年出版的10月號，首次刊載名為《皮里卡星球大戰》（電影《大雄的宇宙小戰爭》）的彩色漫畫，早期譯名與港台相同，以「小叮噹」和「機器貓」為主。
1990年代后，人民美術出版社取得了日本小學館的代理權，在中國發行正版哆啦A夢漫畫。目前在中國大陆，正版45集單行本、哆啦A夢大長篇與PLUS的漫畫圖書代理權又轉為吉林美術出版社（另外，吉林美術出版社亦在中國大陆取得corocoro雜誌的代理權）。吉林美術出版社曾經大力推行「正名」工作，在45集單行本的結尾與大長篇的開頭都有「請叫我哆啦A夢」專欄。在中國大陆的另外兩家取得哆啦A夢圖書合法代理權的出版商是二十一世紀出版社（包括了彩色作品集、彩色電影完全紀念版和一些附篇電影圖書等）與長春出版社（以哆啦A夢科教圖書為主）。
2015年，淘宝网於9月23日推出哆啦A夢真人電影短片《拜托了！小叮噹》，電影還未播出就已經引發日本與中國網友熱烈討。媒體指出，淘寶網盜用哆啦A夢的圖像，行為有涉及「抄襲」的嫌疑；對此，淘寶網發言人表示：與哆啦A夢中國版權方早前已達成正式協議。

#### 电视动画
中国大陆的电视台从未播放过日本电视台NTV的第1作版本和2005年后的第3作电视动画。

##### 大山羡代版
电视动画方面，中国大陆在1989年于广东电视台以“叮当”为名首播，此后多次重新翻译、配音、在多个电视台播放不同的配音版本。
目前所有版本均已停播。
视频网站购入两个版本：上海李晔版（与电视播出版本一致），台湾陈美贞版（采用八大综合台播出版本，最后一集为第1785话《魔法師靜香》）。

##### 水田山葵版
中国大陆的电视台从未播出过水田版电视动画。
视频网站购入台湾陈美贞版（第4～120话，最新一集为第120话《幫幫我吧》）。
部份网站（优酷土豆、爱奇艺等）在正版播放列表中收录120话以后的节目，采用民间流传的字幕组版本，其实未经授权。

#### 剧场版动画及附映中篇
大山羡代时期的电影作品（1980-2004）未在大陆公映过。
但市场上有盗版光碟出售，部份为廣東梁穎配音版，其余采用台湾配音。
《大雄与梦幻三剑士》等作曾被CCTV-6引进播出，但该版本未在市场销售。
视频网站虽经授权，但片源采用VeryCD用户doggo_TW压制的DVDRip，配以该用户自制的中文字幕。
水田山葵时期的部份劇場版（第3作，2005年、2014年、2016年至今）在中国大陆电影有上映，视频网站便购入中国大陆配音版，其余作品均购入台湾陈美贞配音版。

### 歐美國家
歐美國家方面，《哆啦A夢》在早期的部份歐美國家反而不如其他日本動畫受歡迎，不过在意大利、西班牙、葡萄牙等国仍具有一定人气。
當地時間2014年7月7日12點30分（当地西部时间2014年7月7日11點30分）開始，《哆啦A夢》動畫正式進入美國，於迪士尼XD頻道播放第3作，以英語播出水田版動畫。
然而內容與畫面變成配合美國文化。名字方面：大雄稱為Noby（因名字太長又像女性而化簡）、靜香稱為Sue（用日文名稱近音取的小名）、小夫稱為Sneech、胖虎稱為Big G、小杉稱為Ace等。
至於其它設定，例如哆啦A夢他們不再住在日本，而是改為美國一個虚构的地方等。由於這個設定，進餐時使用筷子轉換為叉子，大雄0分試卷加入F評級，使用金錢由日圓換成美元，以及被誤作貍貓改成誤作「長腿的海豹」，剛田家開的雜貨店及相關有出現名稱的畫面皆被改成英文標示，不過害怕老鼠的設定與有關畫面並無做改動，但會盡量避開或刪剪。當有關改動傳出時，不少哆啦A夢迷對其修改感到不滿，認為這樣根本不是哆啦A夢。動畫第2季於2015年6月15日在Disney XD播出。

### 其他國家
大韩民国還尚未解禁日本文化的時期，是《哆啦A夢》的盜版主要國家。也因為如此，所以在南韓等地，人們當時認為日本的《哆啦A夢》才是盜版作品。直到現在，還能廣泛的在東南亞地區見到盜版作品。
漫畫部份在1991年後，以东亚、东南亚和欧洲為中心開始翻譯與發行。動畫部份除了上述以外尚有中南美洲（哥倫比亞、智利、阿根廷、厄瓜多、巴拿马、墨西哥、波多黎各、玻利維亞、委內瑞拉）、阿拉伯语圈（阿尔及利亚、突尼西亞、利比亚、沙特阿拉伯、卡塔尔、阿拉伯联合酋长国、阿曼）、印度、俄罗斯以及以色列等國都有播放。
泰國素攀武里府的尚巴修寺壁画有哆啦A夢繪製。

## 评价

### 一般評價
《哆啦A夢》是作者本身與其他人所共同承認的代表作品，也是國際知名的作品。曾多次獲獎。本作品作者藤子·F·不二雄在執筆哆啦A夢時逝去，使這部「代表作品也等於是畢生的成就」讓相關人員與廣大讀者對這個作品的認知更加深切。
2002年，亞洲版的時代雜誌中的亞洲英雄榜25人內，選出哆啦A夢為其中一名。

### 負面評價
快樂龍漫畫雜誌處於黎明期時，哆啦A夢就佔了其中七成以上的篇幅，並以「大爆笑趣味漫畫」的形態博得許多人的迴響。但是作品中「大雄即使得到哆啦A夢的幫助但也是失敗」的搞笑型態與作風，卻受到以學校、家長、教師等教育層級的許多不良批判。也因為如此，在近年的大長篇等電影作品中，明顯地轉型成以「友情」為主題作風而改變其型態樣貌。
哆啦A夢這套長達數十年的作品，早已經改變了當初「哆啦A夢是為了改變大雄的未來」的主題。而且如果敘述了主角的成長，那這個作品很多內容就會出現破綻。不過上述這些所舉出的批評例子，主要還是因為哆啦A夢這作品的名聲太高所產生的結果，也誤認為哆啦A夢此作品是「教育型態的漫畫」所導致的誤解。
再進一步來說，该著作含有「警告物質文明與科學萬能思想」、「依賴方便之物是危險之事」之見解。作者過世之後，各媒體與報導中大部份都認為藤子的哆啦A夢都實現了大家的夢想。
台灣的兒福聯盟與部份教育團體認為哆啦A夢有霸凌情節，為了避免兒童模仿，因此要求華視必需停播動畫。後來兒福聯盟否認有要求華視下架或停播。

### 大雄·胖虎症候群
大雄·胖虎症候群（のび太・ジャイアン症候群，英譯：nobita gian syndrome）是日本針對先天腦機能障礙中注意力不足過動症（ADHD）及注意力缺失症（ADD）這類精神官能障礙的名稱。ADD是指Attention Deficit Disorder，也就是注意力缺失症；ADHD是指Attention-deficit hyperactivity disorder，也就是俗稱過動兒的過動症。前者所指的就是大雄在書中的性格，注意力不容易集中、散漫以及做事常失敗，而容易变成被欺侮的對象。後者所指的就類似胖虎在書中的性格設定一般，衝動、不容易冷靜且有暴力傾向，是個欺負其他同學的過動兒。「大雄·胖虎症候群」這種的稱呼的正式出現是由司馬理英子所出版的兒童精神方面書籍而來。在《哆啦A夢》中，大雄與胖虎這樣的設定也被一些人认为不妥，他们主张學生不應該閱讀如此有校園欺凌現象的書籍，这样的书籍容易造成小學生模仿，导致更多欺侮問題發生。不過這類評價也被反駁為大雄有哆啦A夢的協助，而且胖虎擁有強烈的正義感，應該不至於有負面影響。同時在大長篇漫画系列中，有許多情節反而顯露出大雄另一面所隱藏的堅毅與有勇氣的性格，不应一面倒地認定大雄等於被欺侮的對象。

### 獲得獎項
- 第2回（1973年）日本漫畫家協會優秀賞[註 22]。
- 第27回（1981年，昭和56年度）小學館漫畫賞[註 23]。
- 第23回（1994年）日本漫畫家協會文部大臣賞[註 24]。
- 第1回（1997年）手塚治虫文化賞漫畫大賞[註 25]。

## 周邊商品
哆啦A夢因為廣受大家喜愛而成為日本家喻戶曉的漫畫角色，許多的商店、行號甚至是遊戲軟體等，也都時常會以哆啦A夢為題材作成各種不同商品為號召。不但風靡於日本本地，其他像中國大陸也都能隨時看見哆啦A夢相關的商品。甚至還有許多國際知名的廠商，例如7-Eleven、肯德基、麥當勞等，也時常都會利用有關哆啦A夢的活動來吸引人潮。
日本郵政曾經在2004年11月22日發行過題名為的一套以哆啦A夢為主題的紀念郵票。另外日本郵政還在1997年5月2日發行了哆啦A夢的問候郵票（Greeting Stamp）。台灣中華郵政也發行過哆啦A夢郵票。
日本當地也有許多哆啦A夢的關聯的事物，例如各知名行業的電視廣告演出、圖書禮券上的印刷、銀行存款簿上的樣式等，甚至還有朝日新聞也曾經主辦過「哆啦A夢募款」活動。1983年開始萬代株式會社(BANDEI)也開發出哆啦A夢關聯的遊戲機，其後FC遊戲機、PC-Engine、Game Boy、超級任天堂、Mega Drive、任天堂DS、任天堂3DS、任天堂Switch等遊戲機都有相關的遊戲軟件。
香港也有軟體廠商Gameone曾經在1998年12月（2007年2月再版）發售過一套以哆啦A夢為藍本製作過一款電腦遊戲，名為哆啦A夢大富翁。

### 海底列車

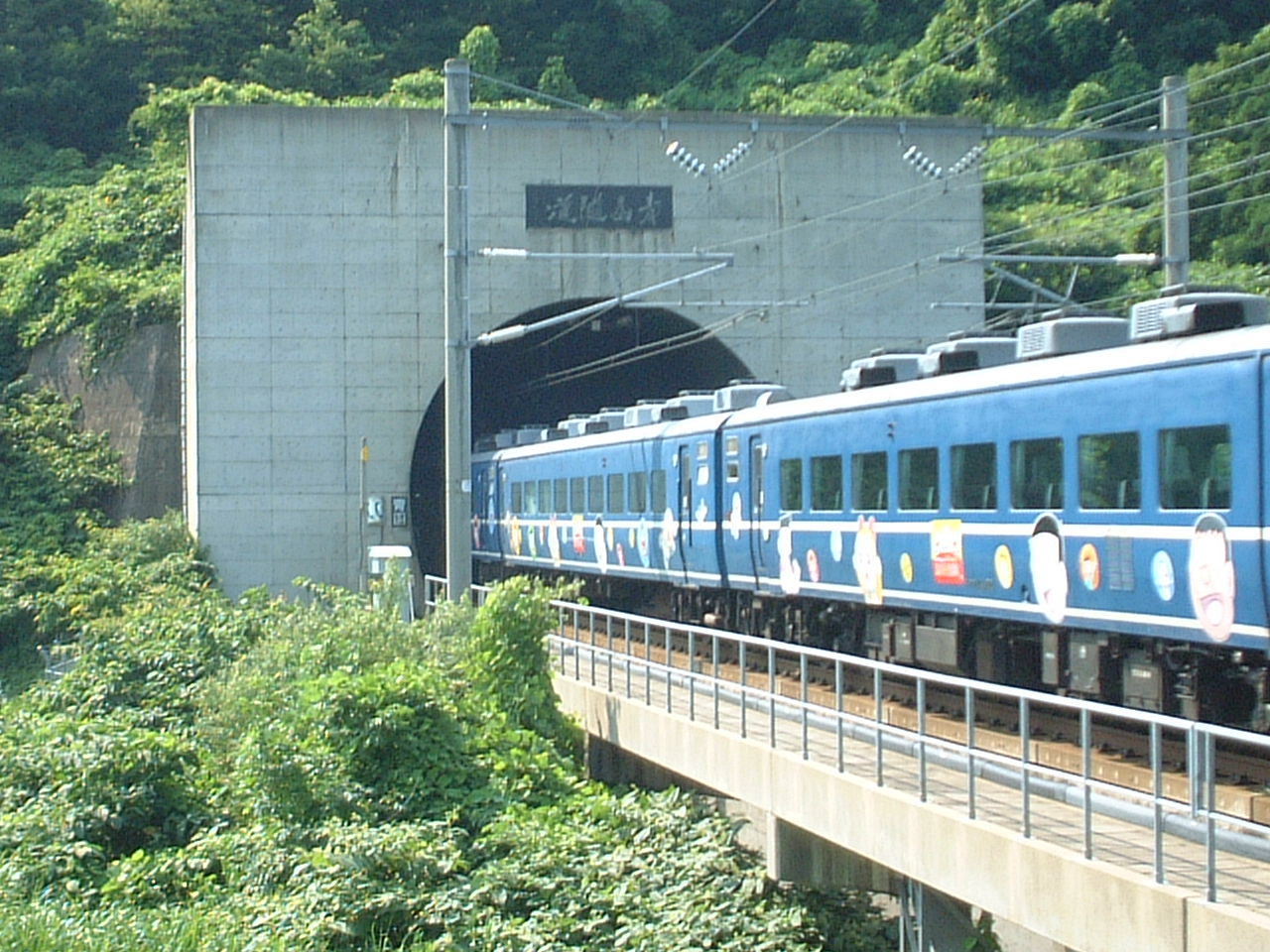
日本青森縣端的青函隧道入口，圖中的列車為海峽號哆啦A夢特別車廂

日本北海道旅客鐵道知名的海底電車海峽線，沿線的吉岡海底車站設有哆啦A夢廣場，就連列車的內裝與外部塗裝都能看見有《哆啦A夢》內的角色圖案。當時曾經有臨時的特急（高速）列車運行，該等列車內外更是完全以哆啦A夢的圖樣來設計，列車中的廣播聲音，也是由哆啦A夢動畫聲優班底播音，所以亦稱為「哆啦A夢海底列車」。凡搭乘這班列車者，可獲得一張哆啦A夢海底世界明信片，旅客可在現場買郵票，由哆啦A夢海底世界寄出明信片。
但是由於當地北海道新幹線的建設，這個列車於2006年8月27日發出了最後班次後就停駛了。其他在日本尚有許多種的電車或是玩具、模型、用品甚至是食品包裝等各種商品都時常能看見哆啦A夢或是其內容角色的影子。

### 展覽
因應2012年為多啦A夢誕生前100年，2012年8月14日至9月16日，香港舉行了一個香港史上最大型的哆啦A夢展覽，名為「你睇！！多啦A夢嚟啦！誕生前100年祭」，展出102隻1比1的多啦A夢模型，全部手持不同法寶。另有3個經典名場景以及未來法寶概念展，展出多個由世界各地設計師設計的法寶。
同年12月29日至2013年4月7日移師台灣，4月23日至7月21日移師台中。日本於2013年3月9日至3月31日亦有同類展覽，為電影《大雄的秘密道具博物館》宣傳活動之一。而結束了台中的展覽後，在2013年11月13日宣布將於2013年12月14日至2014年3月23日，為期100天，在馬來西亞吉隆坡Viva Home EXPO Hall舉行，陪伴馬來西亞的朋友度過聖誕節、跨年以及農曆新年。而馬來西亞成為第四個亞洲國家，也是第一個在東南亞舉辦此展覽的國家。中国大陆方面，原定于2012年9月15日在上海举行哆啦A梦诞生前100年展览，而后宣布展览延期，原因不明，最终于2013年5月于上海举行展览。

### 官方旗艦店
2019年12月哆啦A夢全球首家常設官方店將在東京台場開業，店名為「哆啦A夢未來百貨公司」位於台場購物廣場（DiverCity Tokyo Plaza ）內，設有秘密道具實驗室、哆啦A夢時間廣場等。

### 取材或提及多啦A夢的歌曲
- 2004年，香港歌手古巨基曾推出歌曲名為《大雄》，側田作曲，林夕填詞。內容是講述大雄為追求靜香而發奮，希望得到她的歡心；及後，為香港版多啦A夢中主角多啦A夢配音的聲優林保全更在歌曲中加上對白，內容是勉勵大雄要努力才可成功追求靜香。而側田為此曲作了一個英文模板，但歌詞與大雄無關。
- 2008年，台灣歌手周杰倫在第九部專輯《魔杰座》中收錄了有關哆啦A夢的懷舊歌曲《時光機》。周杰倫作曲，方文山填詞。MV由周杰倫執導，內容大雄與靜香的愛情爲主，部分設定不合原著[註 27]。MV中胖虎的妹妹由周杰倫助理大妮擔綱。在中國大陆後來因為版權問題，在DVD發佈時删去了這首歌曲。
- 2014年，馬來西亞歌手四葉草單曲《伸出圓手》，四葉草作曲，四葉草及黃明志填詞。歌曲改編自主題曲《哆啦A夢之歌》，歌詞中有哆啦A夢的對白[72][73]。
- 2015年，香港歌手張敬軒曾推出歌曲《叮噹可否不要老》，曾奕文作曲，陳耀森填詞，是懷緬香港初代「叮噹／多啦A夢」配音員林保全的歌曲，曲名取自《青春常駐》的歌詞。此曲於2022年12月20日舉行的《Revisit張敬軒演唱會》首場於才首度公開演唱。
- 2017年，香港歌手許廷鏗推出歌曲名為《大雄胖虎綜合症》，周國賢作曲，梁柏堅填詞。
- 2024年，香港歌手楊樂文推出歌曲名為《如果電話亭》，王雙駿作曲，Oscar、楊樂文(Rap)填詞。

### 採用《哆啦A夢》人名的電視劇
- 2019年，香港無綫電視翡翠台劇集《十二傳說》中的「抗日達德學校殺人事件」，有部分角色的名字為影射《哆啦A夢》中的多個角色，包括哆啦A夢、哆啦美、大雄、靜香、小夫、胖虎和出木杉。雖劇集情節與《哆啦A夢》無關，卻從人物設定中看到與《哆啦A夢》中的角色設定有關係。[74][75]

### 舞台劇／音樂劇
- 1981年1月，音樂劇《ドラえもんのたから島たんけん》（多啦A夢的金銀島探險）在日本公演。
- 1994年7月，《大雄的恐龍》改編音樂劇（日語：ドラベンチャー ミュージカル ドラえもん のび太の恐竜）在日本公演。
1995年4月，音樂劇命名《叮噹音樂劇の大雄的恐龍》在香港公演，及後亦在1996年2月以《小叮噹音樂舞台劇「大雄的恐龍」》之名在台灣公演。另外亦曾於馬來西亞上演。
- 1997年5月，《大雄的海底鬼岩城》改編音樂劇（日語：ドラえもん ミュージカル のび太の海底鬼岩城）在日本公演。
1997年5月，音樂劇命名《叮噹音樂劇の大雄的海底鬼岩城》在香港公演。
- 2000年11月起，《ザ・ドラエティショー》在日本各地百貨等場合巡迴演出，2006年2月起以《多啦A夢音樂劇2006 LIVE IN HONG KONG》在香港上演。
- 2003年起，《ドラえもんショー 四次元ポケットがいっぱい》在日本各地巡迴演出，2008年9月起以《到處都是四次元口袋》之名在中國大陸各地巡迴演出。
- 2005年8月，愛知世界博覽會演出《ドラえもんの宝島たんけん》 （多啦A夢的尋寶奇航）[76]。
- 2006年10月，台灣上演《哆啦A夢的尋寶奇航》歌舞劇。
- 2008年9月4日，《大雄與惑星之謎》改編舞台劇（舞台版ドラえもん「のび太とアニマル惑星」）在日本首度演出，後來於2017年3月26日重演。

### 文庫
「哆啦A夢文庫」設於2004年。收藏地點包括位於作者出生地富山縣高岡市，高岡車站前新開發大樓「WING WING TAKAOKA」中的高岡市立中央圖書館「哆啦A夢專櫃」，以及富山大學的橫山研究室。
文庫主要源自專門研究哆啦A夢而有名的權威學者——橫山泰行教授捐出他收集的單行本共671冊，再靠圖書館方面協助而成立。在該專櫃之中存放著即使是專門收藏家也難以取得的初版第一刷作品，甚至包括了1969年12月所發售的《小學一年生》（小學一年級生為名的學年雜誌）中哆啦A夢首次刊載的作品，以及一些雜誌類所複製成冊的一些收藏。收錄作品篇數達到1344篇，包含了所有未收錄以及合輯的作品。